# Ocimeno
Os ocimenos são um grupo de hidrocarbonetos isoméricos. São monoterpenos que podem ser encontrados numa grande variedade de plantas e frutos. O  α-ocimeno e os dois β-ocimenos diferem quanto à posição da ligação dupla isolada: é terminal no isómero alfa. O α-ocimeno é cis-3,7-dimetil-1,3,7-octatrieno.   Comumente, o β-ocimeno é  tratado como o trans-3,7-dimetil-1,3,6-octatrieno. O β-ocimene sob duas formas estereoisoméricas, cis e trans, no que diz respeito à ligação dupla central. Os ocimenos são frequentemente encontrados naturalmente como misturas das várias formas. As misturas, assim como os compostos puros, são óleos com um aroma agradável. São usados na perfumaria devido ao seu odor herbal doce, e crê-se que actuem como uma defesa das plantas e tenham propriedades antifúngicas.  Os ocimenos são instáveis quando expostos ao ar da mesma maneira que o terpeno acíclico mirceno. Como outros terpenos, os ocimenos são praticamente insolúveis na água, mas solúveis em solventes orgânicos comuns.
O nome é derivado do nome de um género de plantas, Ocimum[carece de fontes?] (ao qual pertence o manjerico por exemplo).